# Shanggan
Shanggan (kinesiska: 尚干) är en köping i sydöstra Kina. Den ligger i Minhou härad i provinshuvudstaden Fuzhou i provinsen Fujian, omkring 18 kilometer söder om centrala Fuzhou. Antalet invånare är 20 177. Befolkningen består av 9 687 kvinnor och 10 490 män. Barn under 15 år utgör 15,0 %, vuxna 15-64 år 75 %, och äldre över 65 år 8,0 %.